# Henry Adrien de Bouillane de Lacoste
Pour les articles homonymes, voir Boulianne et Bouillane de Lacoste.
Œuvres principales
- L’Évolution psychologique d'A. Rimbaud d'après son écriture... (Extrait du Mercure de France, 1er novembre 1936).
- Éditions critiques des Poésies et d’Une saison en enfer d’Arthur Rimbaud (Mercure de France, 1939 et 1941).
- Cours familier d'orthographe (Hachette, 1944).
- Œuvres d’Arthur Rimbaud (Hazan, 1945).
- En collaboration avec Pierre Izambard : Préface et Notes de Rimbaud tel que je l’ai connu, par Georges Izambard (Mercure de France, 1946).
- Rimbaud et le problème des Illuminations (Mercure de France, 1949).
- Édition critique du Bonheur de Paul Verlaine (Mercure de France, 1949).

Compléments
Henry Adrien de Bouillane de Lacoste est le père de l'Ambassadeur de France Jean-Noël de Bouillane de Lacoste.
Henry Adrien de Bouillane de Lacoste est un professeur et un spécialiste du poète Arthur Rimbaud, né le 10 septembre 1894 à Montboucher-sur-Jabron (Drôme, France) et mort le 4 novembre 1956 à Bordeaux (Gironde, France).

## Biographie
Henry Adrien de Bouillane de Lacoste est né le 10 septembre 1894 à Montboucher-sur-Jabron (Drôme, France). Il est le fils de Maurice de Bouillane de Lacoste (1858-1926) et de Sarah Dussaud. Il s’est marié le 10 septembre 1921 à Amy Bernard. Universitaire de formation, le professeur est surtout un spécialiste du poète Arthur Rimbaud. Il est décédé le 4 novembre 1956 à Bordeaux (Gironde, France).
Il est le père de l'Ambassadeur de France Jean-Noël de Bouillane de Lacoste (1934-2020) et le neveu de l'explorateur Émile Antoine Henry de Bouillane de Lacoste (1867–1937).
Chevalier de la légion d'honneur en 1920 à titre militaire (1914-1918), il est fait officier en 1956.

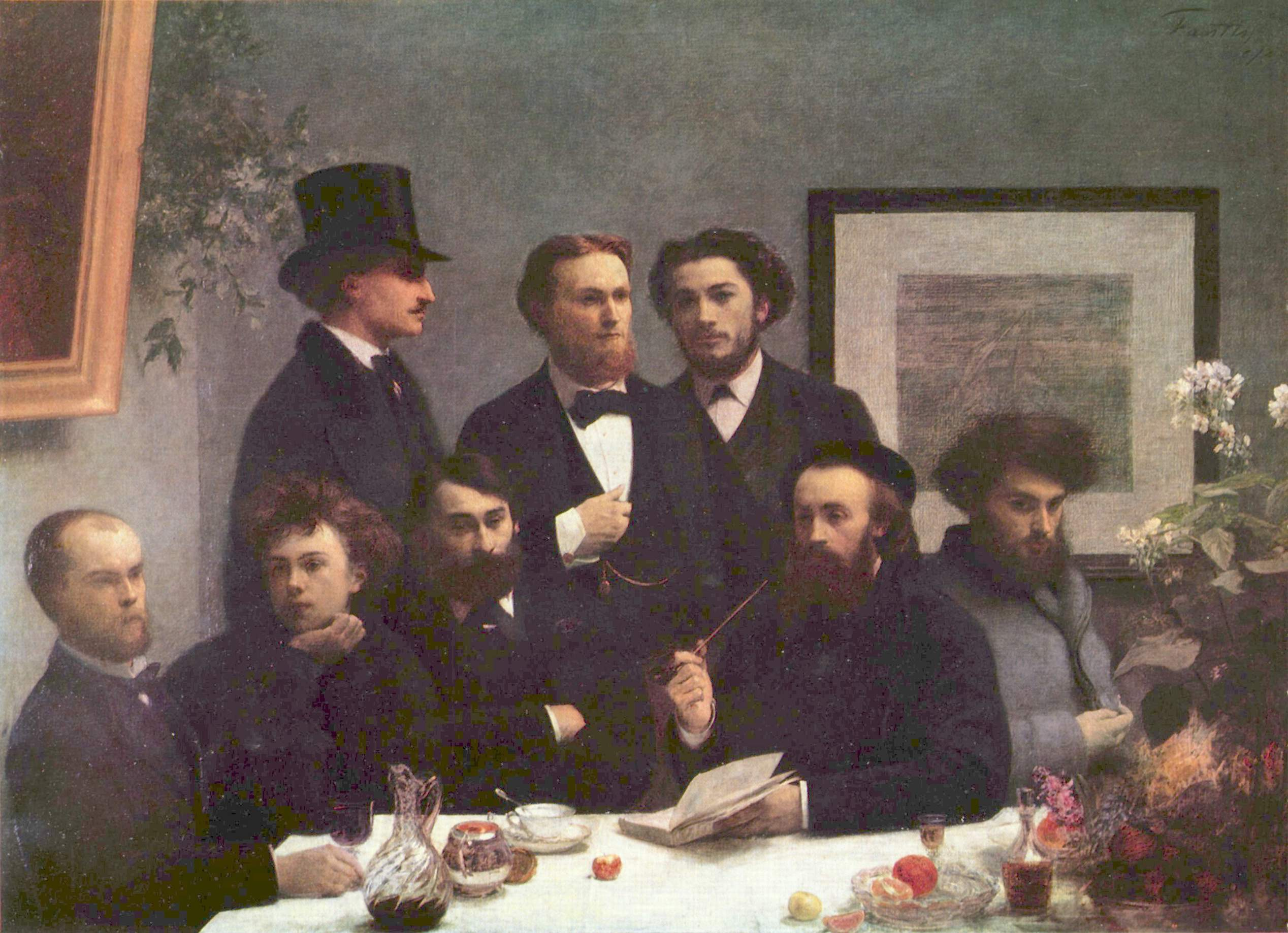
Arthur Rimbaud, assis du côté gauche avec Verlaine.

## Distinctions
- Officier de la Légion d'honneur (1956)

## Œuvres principales
Henry Adrien de Bouillane de Lacoste est l’auteur de plusieurs ouvrages, dont :
- L’Évolution psychologique d'A. Rimbaud d'après son écriture... (Extrait du Mercure de France, 1er novembre 1936).
- Éditions critiques des Poésies et d’Une saison en enfer d’Arthur Rimbaud (Mercure de France, 1939 et 1941).
- Cours familier d'orthographe (Hachette, 1944).
- Œuvres d’Arthur Rimbaud (Hazan, 1945).
- En collaboration avec Pierre Izambard : Préface et Notes de Rimbaud tel que je l’ai connu, par Georges Izambard (Mercure de France, 1946).
- Rimbaud et le problème des Illuminations (Mercure de France, 1949)[4].
- Édition critique du Bonheur de Paul Verlaine (Mercure de France, 1949).

## Mentions et récompenses
- Prix Émile Faguet (Académie française, 1950)[5].